# دث استرندینگ ۲: در ساحل
دث استرندینگ ۲: در ساحل (به انگلیسی: Death Stranding 2: On The Beach) یک بازی ویدئویی در سبک اکشن-ماجراجویی است که توسط کوجیما پروداکشنز توسعه یافته و به‌وسیلهٔ سونی اینتراکتیو انترتینمنت منتشر شده است. این بازی دنبالهٔ دث استرندینگ (۲۰۱۹)، و دومین عنوان از استودیوی کوجیما پروداکشنز و کارگردان هیدئو کوجیما است که به عنوان یک اثر مستقل و همچنین دومین همکاری این استودیو با سونی اینتراکتیو انترتینمنت به‌شمار می‌رود. شخصیت‌های بازی قبل شامل سم پورتر بریجز، فرجایل و هیگز به ترتیب با نقش‌آفرینی نورمن ریدس، لئا سیدو، و تروی بیکر در این نسخه نیز نقش‌های خود را تکرار می‌کنند. در این نسخه شخصیت‌های دیگری شامل تومارو (ال فانینگ)، رینی (کوتسونا شیئوری)، نیل (لوکا مارینلی)، رئیس‌جمهور (الستر دانکن)، لوسی (آلیسا یونگ) و دکتر (دبرا ویلسون) به آن‌ها ملحق می‌شوند. در بازی ویژگی‌هایی شبیه به جورج میلر، خالق فرنچایز رسانه‌ای مکس دیوانه در نقش تارمن و کارگردان فیلم، فاتح آکین در نقش دالمن دارد.
داستان بازی دث استرندینگ ۲: در ساحل عمدتاً در استرالیا، یازده ماه پس از وقایع نسخهٔ اول، در دنیایی پسا-آخرالزمانی روایت می‌شود، که توسط موجودات فرازمینی ویران شده است.
دث استرندینگ ۲: در ساحل در ۲۶ ژوئن ۲۰۲۵ برای کنسول پلی‌استیشن ۵ منتشر شد. بازی با تحسین جهانی همراه بود، به‌ویژه گرافیک بصری، روایت، حاشیه صوتی، بهبود روندبازی و مبارزات و همچنین عملکرد تیم بازیگری مورد تحسین قرار گرفت.

## روند بازی
دث استرندینگ ۲: در ساحل یک بازی ویدئویی اکشن-ماجراجویی است که از زاویهٔ دید حالت سوم‌شخص دنبال می‌شود. بازی عمدتاً در مکزیک و استرالیا اتفاق می‌افتد که هر دو دارای جهان باز بزرگی هستند و بازیکن می‌تواند آزادانه در آن‌ها به کاوش بپردازد. هدف اصلی روند بازی حول محور رساندن بسته‌ها به افراد آماده و بازماندگان پراکنده می‌چرخد. بازیکنان باید در حالی که وزن بار کوله‌پشتی سم را متعادل می‌کنند، از مسیرهای دشوار عبور کنند. بازیکنان در اوایل بازی وسایل نقلیه را باز می‌کنند، که به آن‌ها اجازه می‌دهد به سرعت در دنیای بازی سفر کنند. این وسایل نقلیه به‌طور گسترده قادر به سفارشی‌سازی هستند. برای مثال می‌توان باتری‌های اضافی برای افزایش طول عمر آن‌ها نصب کرد، در حالی که می‌توان برای دفاع، برجک‌های توپ را به آن‌ها اضافه کرد. جهان بازی اغلب توسط بلایای طبیعی مانند زلزله و طوفان‌های شن ویران می‌شود که بر چشم‌انداز تأثیر می‌گذارد و بازیکنان را مجبور می‌کند مسیرهای جایگزینی برای تحویل بسته انتخاب کنند. بازیکنان در بازسازی زیرساخت‌های تخریب‌شده و بازسازی جاده‌ها و پل‌ها مشارکت دارند. در نهایت، بازیکنان قادر به ایجاد یک سیستم مونوریل می‌باشند که مستعمرات جدا افتاده را به هم متصل کند و به آن‌ها امکان حمل‌ونقل سریع مقدار زیادی کالا را بدهد.
در ساحل تمرکز بیشتری بر روی مبارزات دارد. بازیکنان این اختیار را دارند که مستقیماً با دشمنان درگیر شوند، از تاکتیک‌های مخفی‌کاری استفاده کنند یا با انتخاب پیمایش در زمین‌های ناهموار، از مواجهه با دشمنان اجتناب کنند. سم از مجموعهٔ بزرگی از ابزارها و گجت‌ها برخوردار است که به او اجازه می‌دهد توجه دشمن را جلب یا آن‌ها را منحرف کند. این بازی دارای چرخهٔ پویای شبانه‌روزی است که بر رفتار دشمنان تأثیر می‌گذارد. با پیشرفت بازیکنان، آن‌ها قادر خواهند بود تا پیشرفت‌هایی را از سیستم دستیار خودکار پورتر باز کنند، که به عنوان درخت مهارت بازی عمل می‌کند. درخت مهارت به سه دسته تقسیم می‌شود: مبارزه، مخفی‌کاری و خدمات‌رسانی، که بر توانایی سم در رساندن بسته‌ها تمرکز دارد. قابلیت‌های سم به تدریج با انجام کارهای معمولی توسط بازیکنان افزایش می‌یابد. برای مثال، هرچه سم بسته‌های بیشتری تحویل دهد، مهارت‌های تحویل او افزایش می‌یابد.

## توسعه
در مارس ۲۰۲۰، نورمن ریدس، که نقش شخصیت اصلی قابل بازی بود، و نقش سم پورتر بریجز را ایفا می‌کرد، به احتمال همکاری مداوم با هیدئو کوجیما، که نویسندگی، کارگردانی، تهیه‌کنندگی و طراحی اصلی بازی «دث استرندینگ» را بر عهده داشت، برای محتوای بیشتر مرتبط با این بازی اشاره کرد.
در ماه مه ۲۰۲۲، زمانی که ریداس در مصاحبه‌ای با نشریه لئو ادیت برای بحث در مورد کارش روی بازی شرکت کرد، مشخص شد که دنباله‌ای برای بازی نخست (دث استرندینگ) در حال توسعه است. در پاسخ، کوجیما مجموعه‌ای از عکس‌ها را در توییتر منتشر کرد که به شوخی او را در حال تنبیه ریداس برای تأیید وجود بازی نشان می‌داد. در ماه اکتبر، پس از مجموعه‌ای از تیزرها که توسط کوجیما در رسانه‌های اجتماعی منتشر شد، اعلام شد که ال فانینگ به جمع بازیگران یک بازی از کوجیما پروداکشنز می‌پیوندد. کوجیما بازی را در مراسم جوایز بازی ۲۰۲۲ رونمایی کرد. او چنین گفت که داستان اصلی بازی را مدتی قبل از سال ۲۰۲۰ نوشته بود، اما زمانی که با مفاهیم داستانی جدیدی مواجه شد که تأثیر کووید ۱۹ را بر بقیه جهان منعکس می‌کرد، تصمیم گرفت روایت را بازسازی کند. تریلر همچنین تأیید کرد که لئا سیدو و تروی بیکر نقش‌های خود را به عنوان فرجایل و هیگز از بازی اول تکرار خواهند کرد و فانینگ در نقش شخصیت تومارو ظاهر خواهد شد. همچنین اعلام شد که کوتسونا شیئوری به جمع بازیگران پیوسته است. هنرمند و طراح مکانیکی یوجی شینکاوا و آهنگساز لودویگ فورسل نیز تأیید کردند که نقش خود را همچون نسخه اول بازی تکرار خواهند کرد.
در ۳۱ دسامبر ۲۰۲۳، کوجیما توضیح داد که بازی در حال توسعه با کار ADR است و قرار است دیالوگ‌های صوتی ژاپنی به زودی ضبط شوند. در طول یک رویداد پلی‌استیشن، بنام استیت آو پلی در ژانویه ۲۰۲۴، کوجیما در یک تریلر ۱۰ دقیقه‌ای اطلاعات جدیدی در مورد بازی مانند شخصیت فانینگ، حضورهای ویژه (جورج میلر/مارتی رون) و (فاتح آکین/جاناتان رومی) و گیم‌پلی جدید را فاش کرد. فیلم‌برداری و موشن کپچر تا ماه مه ۲۰۲۴ به پایان رسید و کوجیما اضافه کرد که بازی در «مرحله تنظیم» است که حدود یک سال طول می‌کشد تا کامل شود.
در طول یک ارائه در نمایشگاه توکیو گیم شو در ۲۹ سپتامبر، کوجیما یک حالت عکس جدید به نام «رویداد عکاسی» را فاش کرد. او همچنین نام‌ها و صداپیشگان ژاپنی چندین شخصیت و همچنین اجرای درون بازی توسط میورا دایچی را فاش کرد.
تاریخ انتشار بازی به‌طور رسمی با یک تریلر در ۹ مارس ۲۰۲۵ اعلام شد، اما بعدها به ۲۶ ژوئن ۲۰۲۵ تغییر یافت.

## جوایز
دث استرندینگ ۲: در ساحل نامزد بیشترین بازی مورد تقاضا در جوایز گلدن جوی‌استیک سال ۲۰۲۳ شد. همچنین در جوایز گیم آواردز ۲۰۲۴ نامزد مورد انتظارترین بازی شد.

## بازتاب‌ها
| گردآورنده | امتیاز |
| --------- | ------ |
| متاکریتیک | ۹۰/۱۰۰ |

| ناشر           | امتیاز  |
| -------------- | ------- |
| یوروگیمر       | ۴/۵     |
| فامیتسو        | ۳۹/۴۰   |
| گیم اینفورمر   | ۸٫۷۵/۱۰ |
| گیم‌اسپات       | ۷/۱۰    |
| گیمز ریدار+    | ۴/۵     |
| آی‌جی‌ان         | ۹/۱۰    |
| پوش اسکوئر     | ۱۰/۱۰   |
| گاردین         | ۵/۵     |
| وی‌جی۲۴۷        | ۴/۵     |
| VideoGamer.com | ۹/۱۰    |

بلافاصله پس از انتشار، دث استرندینگ ۲: در ساحل بر طبق وبگاه بازبینی جمعی متاکریتیک با «تحسین جهانی» منتقدان مواجه شد. اوپن‌کریتیک اعلام کرد که ۹۶٪ منتقدان این بازی را پیشنهاد کرده‌اند و میانگین امتیاز منتقدان برتر ۹۰/۱۰۰ بوده است.
سایمون کاردی از آی‌جی‌ان این دنباله را «دستاوردی کامل‌تر تقریباً از هر جنبه‌ای» نسبت به بازی اول توصیف کرد و بیان داشت «سفری خلاقانه و سرشار از شوک و حیرت است، نوعی عمل جسورانه که سزاوار تشویق است».